# Strada nazionale 40 (Argentina)
La Strada Nazionale 40 Libertador General Don José de San Martín (in spagnolo Ruta Nacional 40 Libertador General Don José de San Martín) è una strada statale argentina che si estende da Punta Loyola, vicino a Río Gallegos, nella provincia di Santa Cruz, nell'estremo sud della Patagonia, fino a La Quiaca, nella provincia di Jujuy, presso la frontiera con la Bolivia. Corre parallelamente alla Cordigliera delle Ande. La parte meridionale del percorso, ormai in gran parte asfaltata, è diventata un noto itinerario turistico d'avventura e si prevede di asfaltare l'intera strada.
La RN40 è la strada più lunga dell'Argentina e una delle più lunghe del mondo, insieme a percorsi come la U.S. Route 66 statunitense, la Trans-Canada Highway canadese e la Stuart Highway australiana, con una lunghezza di oltre 5.000 chilometri. Al suo tradizionale termine meridionale, vicino alla città di Río Gallegos, inizia al livello del mare. Attraversa poi 20 parchi nazionali, 18 fiumi principali e 27 passi sulle Ande. Il punto più alto della Strada Nazionale 40 è a 5.000 m ad Abra del Acay, nella provincia di Salta.
La strada attraversa le province di Santa Cruz, Chubut, Río Negro, Neuquén, Mendoza, San Juan, La Rioja, Catamarca, Tucumán, Salta e Jujuy. Attraverso di essa è possibile accedere alle località turistiche di El Calafate, vicino al ghiacciaio Perito Moreno, Esquel, El Hoyo, Lago Puelo, El Bolsón, Bariloche, Villa La Angostura, San Martín de los Andes, Junín de los Andes, Chos Malal, Malargüe, la Strada del Vino nelle province di Mendoza e San Juan, i siti di fossili di dinosauro nella provincia di San Juan, le sorgenti termali e le rovine di El Shincal a Catamarca, le rovine di Quilmes, le valli di Calchaquí, i vigneti più alti del mondo a Cafayate lungo la Strada del Vino di Salta, il viadotto di La Polvorilla attraversato dal famoso Treno delle Nuvole e la Puna.
L'itinerario è stato poco asfaltato fino a quando, nel 2004, ha ricevuto un impulso come importante prodotto turistico nazionale, che ha permesso di stanziare fondi per la sua ristrutturazione e il suo potenziamento. Nel 2006, il percorso era asfaltato al 48%, soprattutto grazie ai lavori realizzati a Santa Cruz e alle modifiche apportate al tracciato, che sfruttavano percorsi già asfaltati in prossimità della cordigliera andina.
Dall'inizio della costruzione, nel 1935, il tracciato è stato modificato più volte. Il 24 novembre 2004 la Dirección Nacional de Vialidad ha emanato la Risoluzione 1748/04, che ha modificato gli indicatori chilometrici azzerandoli all'estremità meridionale del percorso, a Cabo Vírgenes. Poiché non è stata costruita alcuna strada tra Cabo Vírgenes e Punta Loyola (la fine del vecchio percorso), il percorso inizia al km 100.2 Fino a quel momento la strada era divisa in Ruta 40 Sur e Ruta 40 Norte, con il chilometro zero originariamente situato all'incrocio tra Avenida San Martín e Calle Garibaldi nella città di Mendoza. In seguito è stato spostato all'incrocio tra Acceso Este (RN 7) e Av. Gob. Ricardo Videla (nota anche come Avenida Costanera) nella stessa città.